# Quận Walton, Georgia
Quận Walton là một quận trong tiểu bang Georgia, Hoa Kỳ. Quận lỵ đóng ở thành phố Monroe 6. Theo điều tra dân số năm 2010 của Cục điều tra dân số Hoa Kỳ, quận có dân số 83.768 người 2.